# Runnemede, New Jersey
Runnemede, New Jersey (енгл. Runnemede) град је у америчкој савезној држави Њу Џерзи.

## Демографија
По попису из 2010. године број становника је 8.468, што је 65 (-0,8%) становника мање него 2000. године.
| Група             | 2000.         | 2010.         |
| Белци             | 7.668 (89,9%) | 7.221 (85,3%) |
| Афроамериканци    | 321 (3,8%)    | 400 (4,7%)    |
| Азијати           | 132 (1,5%)    | 223 (2,6%)    |
| Хиспаноамериканци | 306 (3,6%)    | 516 (6,1%)    |
| Укупно            | 8.533         | 8.468         |